# Geoff Tate (musikalbum)
Geoff Tate är Queensrÿche-sångaren Geoff Tates första, självbetitlade, soloalbum som utkom den 23 juni 2002. Musiken var långt ifrån huvudbandets metal och flirtade med ambient och alternativ rock. Tate gjorde även en mindre turné i samband med releasen.

## Låtförteckning
1. "Flood"
2. "Forever"
3. "Helpless"
4. "Touch"
5. "Every Move We Make"
6. "This Moment"
7. "In Other Words"
8. "A Passenger"
9. "Off The TV"
10. "Grain Of Faith"
11. "Over Me"